# Tiếng Norn
Tiếng Norn là một ngôn ngữ German Bắc không còn từng được nói ở Northern Isles (Orkney và Shetland) ngoài khơi phía bắc đảo Anh và Caithness ở viễn bắc Scotland. Sau khi Orkney và Shetland được Na Uy trao cho Scotland năm 1468-69, nó dần bị tiếng Scots thay thế. Tiếng Norn biến mất, Walter Sutherland, người nói tiếng Norn cuối cùng qua đời.

## Lịch sử

Bản đồ ngôn ngữ Scotland vào đầu thế kỷ XV, dựa trên địa danh.
Tiếng Norn
Tiếng Gael Scotland
Tiếng Anh/tiếng Scots

Sự cư ngụ của người Norse ở Northern Isles bắt đầu từ thế kỷ 9. Người Norse đến đấy có lẽ khá đông và giống với những người di cư đến Iceland và quần đảo Faroe nhiều khả năng đa số họ đến từ miền Tây Na Uy. Những địa danh Shetland mang vài nét tương đồng với ở tây bắc Na Uy, song từ vựng tiếng Norn lại gợi mối quan hệ với những vùng phía nam.
Orkney và Shetland lần lượt được trao cho James III năm 1468 và 1469. Tuy vậy, sự suy sụp của tiếng Norn ở Orkney có thể đã bắt đầu từ năm 1379 khi quyền cai trị chuyển giao về tộc Sinclair, và tiếng Scots vươn lên trở thành ngôn ngữ uy tín vào thế kỷ XV. Ở Shetland sự suy sụp của tiếng Norn bắt đầu trễ hơn, nhưng đến cuối thế kỷ XV dân cư hai đảo đã nói song ngữ. Dù vậy, quá trình tiếng Scots vùi dập hoàn toàn tiếng Norn để trở thành ngôn ngữ giao tiếp chính không xảy ra ngay, và đa phần người dân vẫn nói tiếng Norn như ngôn ngữ chính cho đến thế kỷ XVI và đầu-giữa thế kỷ XVII lần lượt ở Orkney và Shetland.